# Working Classical
Working Classical è il 16º album in studio e il terzo album di musica colta di Paul McCartney, pubblicato nel 1999.

## Descrizione
Dopo Standing Stone del 1997, il concetto che giace dietro Working Classical è di creare versioni di canzoni molto famose del repertorio di McCartney in un contesto orchestrale. Come pezzi inediti, McCartney scrisse nuovi pezzi: Haymakers, Midwife, Spiral e Tuesday. Nell'ottobre del 1995 fu pubblicata una differente versione di A Leaf, e qui presentata in una nuova registrazione.
Gli esecutori del disco furono la London Symphony Orchestra e il Loma Mar Quartet, con speciali orchestrazioni arrangiate da noti musicisti, come Richard Rodney Bennett e Jonathan Tunick.
Il titolo del progetto è un gioco di parole sulla frase "working class", nel senso che McCartney, a discapito della sua alta posizione sociale, sente ancora forti le radici di Liverpool in lui, ed è orgoglioso di esse. Per rispecchiare questa ideologia, ha deciso di elevare a musica colta il suo orgoglio nel rock and roll.
Working Classical è stato un altro successo nel campo della musica da orchestra, anche se questa volta non è riuscito ad entrare nelle classifiche americane degli album ordinari. Il successivo album di musica colta sarà Ecce Cor Meum, pubblicato nell'autunno del 2006, passando per A Garland for Linda del 2000, dove apparve una composizione di McCartney in stile classico.

## Tracce
Tutte le tracce composte da Paul McCartney.
1. Junk – 2:49
  - originalmente apparsa nell'album di esordio di Paul McCartney da solista: McCartney.
2. A Leaf – 11:08
  - La prima risale a un CD del 1995
3. Haymakers – 3:33
4. Midwife – 3:34
5. Spiral – 10:02
6. Warm and Beautiful – 2:31
  - introdotta originariamente nell'album dei Wings Wings at the Speed of Sound del 1976
7. My Love – 3:48
  - apparsa originariamente nell'album di Paul McCartney & Wings Red Rose Speedway del 1973.
8. Maybe I'm Amazed – 2:04
  - originalmente apparsa nell'album di esordio di Paul McCartney da solista: McCartney.
9. Calico Skies – 1:52
  - apparsa originariamente nell'album di Paul McCartney Flaming Pie del 1997.
10. Golden Earth Girl – 1:57
  - apparsa originariamente nell'album di Paul McCartney Off the Ground del 1993.
11. Somedays – 3:05
  - apparsa originariamente nell'album di Paul McCartney Flaming Pie del 1997.
12. Tuesday – 12:27
13. She's My Baby – 1:47
  - introdotta originariamente nell'album dei Wings Wings at the Speed of Sound del 1976
14. The Lovely Linda – 0:56
  - originalmente apparsa nell'album di esordio di Paul McCartney da solista, McCartney.